# Mine de Gregg River
 (mars 2025).
La mine de Gregg River est une mine à ciel ouvert de charbon située en Alberta au Canada.